# Франсиск ван ден Енден
Франсиск ван ден Енден (ок. 5 февруари 1602 г. в Антверпен – 27 ноември 1674 г. в Париж) е бивш иезуит, неолатински поет, физик, търговец на картини, философ и заговорник срещу краля на Франция Луи XIV, най-известен като учителят на Барух де Спиноза (1632 – 1677). 

## Значение
Един от основните въпроси, свързани с Франсиск ван ден Енден, е дали и в каква степен е повлиял върху философията на Спиноза. През 1990 г., независимо един от друг, Marc Bedjai and Wim Klever установяват, че ван ден Енден е автор на два анонимни памфлета - Kort Verhael van Nieuw Nederland (Кратък разказ за Нова Холандия) и Vrye Politijke Stellingen (Свободни политически предложения). Въз основа най-вече на втория текст Wim Klever предполага, че цялата философия на Спиноза е разработена именно от ван ден Енден. Идеята за влиянието му върху Спиноза по-късно е възприета в най-съвременните биографии на Спиноза (Stephen Nadler и Margaret Gullan-Whur). Внимателен анализ на двата памфлета обаче показва, че възможното влияние е по-скоро ограничено и хронологията на източниците не позволява да се определи дали е бил учителят, повлиял на учениците или обратното.
Извън този въпрос, на който, поради фрагментирания материал, вероятно никога няма да бъден даден сигурен отговор, по-късните творби на ван ден Енден представляват голям интерес. Ясно е например, че заедно с Johan de la Court той трябва да бъде причислен към най-ранните застъпници на демокрацията. Защитата му на религиозната толерантност, светската държава, общодостъпното образование и по-леките форми на правосъдие, го ситуират в епохата на Ранното Просвещение. Още повече – неговото радикално отхвърляне на робството е уникално, дори в рамките на свободомислещия кръг в Амстердам, в който принадлежи. А загрижеността на ван ден Енден за социалните проблеми и предложенията му за организирани форми на солидарност, повлияни вероятно от Plockhoy, трябва да бъдат счетени за оригинални за времето си.